# Kristóf Rasovszky
Kristóf Rasovszky, född 27 mars 1997, är en ungersk simmare.

## Karriär
Rasovszky tävlade för Ungern vid olympiska sommarspelen 2016 i Rio de Janeiro, där han slutade på 35:e plats på 1 500 meter frisim. Vid EM 2018 i Glasgow tog Rasovszky guld på 5 km och 25 km öppet vatten-simning. Han tog även silver på 10 km öppet vatten-simning efter att simmat i mål på samma tid som guldmedaljören Ferry Weertman i ett lopp som fick avgöras genom målfoto. Vid VM 2019 i Gwangju tog Rasovszky guld på 5 km öppet vatten, vilket var Ungerns första VM-guld genom tiderna i öppet vatten-simning.
Vid EM 2021 var Rasovszky en del av Ungerns lag som tog brons i lagtävlingen i öppet vatten-simning. Vid OS i Tokyo 2021 tog han silver på 10 km öppet vatten. I juni 2022 vid VM i Budapest tog Rasovszky silver i lagtävlingen i öppet vatten-simning. Vid EM 2022 i Rom var han en del av Ungerns lag som tog silver i lagtävlingen i öppet vatten-simning.
Vid VM 2023 i Fukuoka tog Rasovszky silver i 10 km öppet vatten samt var även en del av Ungerns lag som tog silver i lagtävlingen. Vid VM 2024 i Doha tog han guld i 10 km öppet vatten.